# St. Barbara (Stuttgart-Hofen)

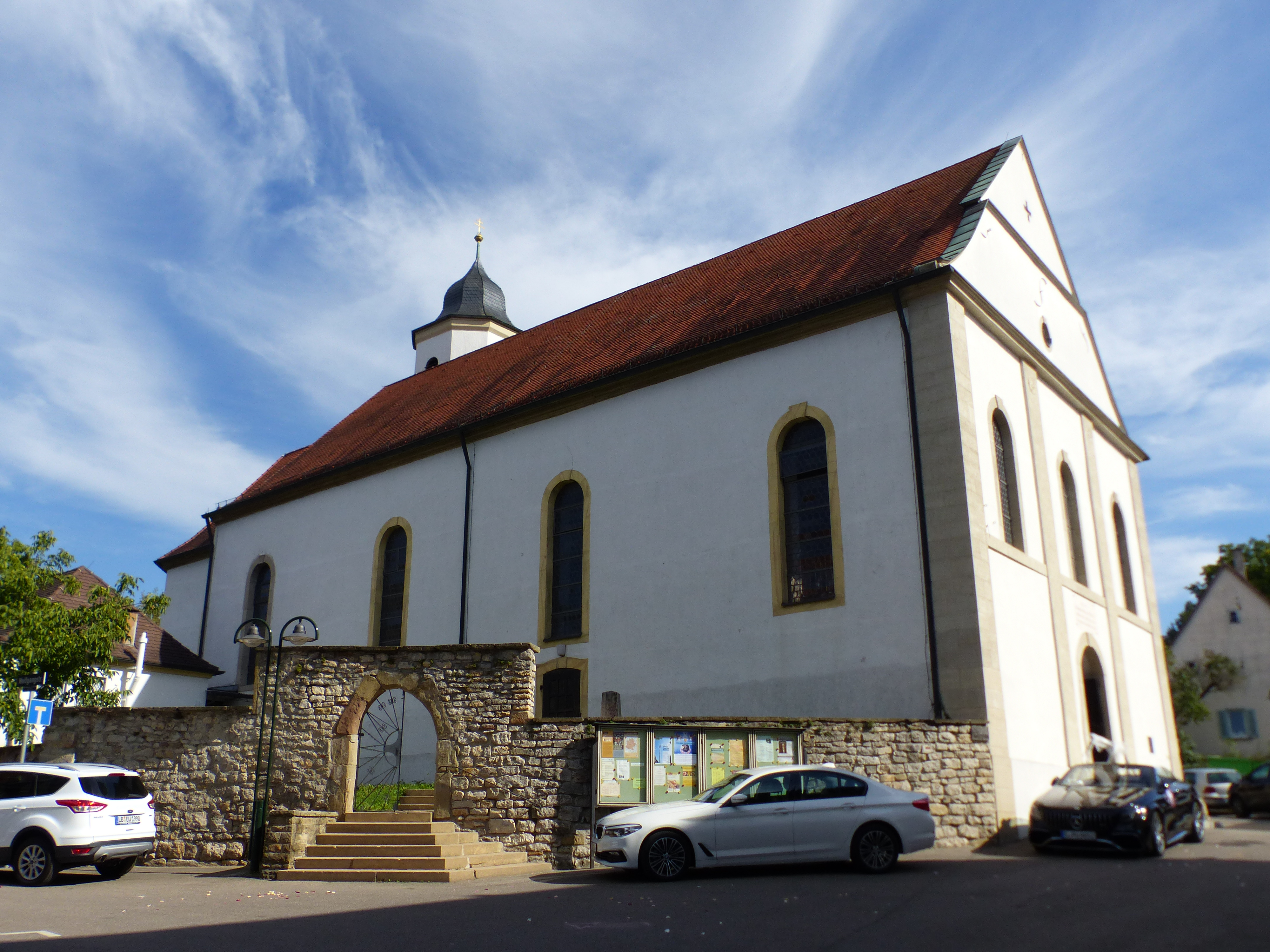
St. Barbara in Hofen

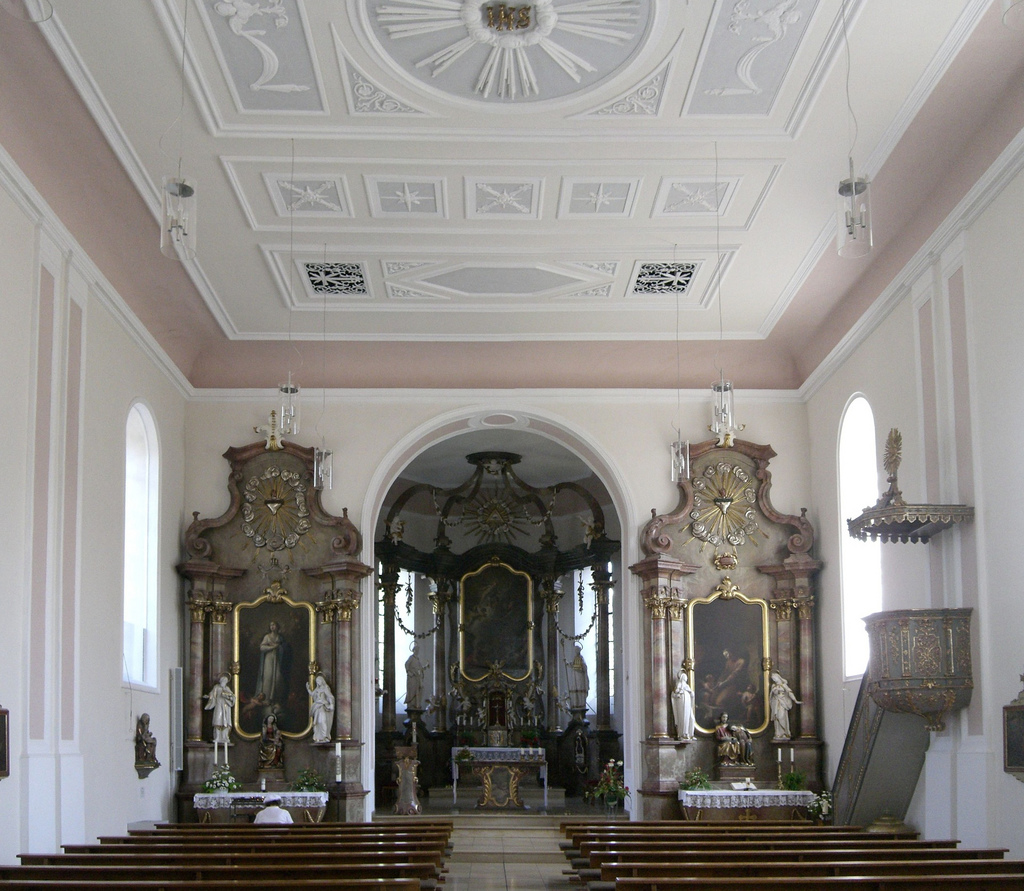
Innenraum

Die römisch-katholische Kirche St. Barbara steht in Hofen, einem Stadtteil des Stadtbezirks Mühlhausen der Landeshauptstadt Stuttgart von Baden-Württemberg. Das Bauwerk ist beim Landesamt für Denkmalpflege Baden-Württemberg als Baudenkmal eingetragen. Die Kirchengemeinde gehört zum Stadtdekanat Stuttgart der Diözese Rottenburg-Stuttgart. Kirchenpatronin ist Barbara von Nikomedien. 

## Beschreibung
Die Saalkirche wurde 1783–84 nach einem Entwurf von Michael Bader erbaut. Als Baustoff wurde Gestein der zerstörten Burg Hofen verwendet. Sie besteht aus einem  Langhaus, einem eingezogenen, dreiseitig geschlossenen Chor im Osten und einem Chorflankenturm an dessen Südwand. 
Zur Kirchenausstattung gehören die drei barocken Altäre aus der Klosterkirche des aufgelösten Franziskanerklosters Oeffingen, die 1810 von der Rendantur erworben wurden. Der Kreuzweg stammt aus der Klosterkirche des säkularisierten Klosters Söflingen.